# Lalići
Lalići es una localidad de Croacia en el municipio de Kapela, condado de Bjelovar-Bilogora.

## Geografía
Se encuentra a una altitud de 161 m s. n. m. a 89 km de la capital nacional, Zagreb.

## Demografía
En el censo 2011 el total de población de la localidad fue de 23 habitantes.
| Gráfica de población de Lalići 1857-2011                            |
|                                                                     |
| Según los censos de población de la oficina estadística de Croacia. |